# Tireh
Tireh (* 28. März 1983 in Washington D.C. als Dorico Alonzo Tyree) ist ein R&B-Sänger, der durch den R&B-Sänger Ginuwine entdeckt wurde. Er wird gerühmt für seinen Stimmumfang, der mehr als sechs Oktaven umfasst und seine Fähigkeit, Noten in den oberen Extremen des Pfeifregisters zu treffen.

## Leben
Tireh, der zurzeit in Orlando, Florida, lebt, wurde von einer vielrassigen Mutter und einem amerikanisch-indianischen Vater geboren. Von ihm scheint er sein Talent geerbt zu haben. Dieser war nämlich Schlagzeuger bei vielen Bands und Musikern, so dass der junge Tireh schon in frühen Jahren ein Gespür für Musik bekam. Mit fünf Jahren hat man ihn schon bei lokalen Veranstaltungen die neuesten Lieder von Michael Jackson singen hören. Obwohl er wusste, dass er ein Talent für Gesang hatte, wählte er immer wieder einfache Lieder, um durch die Vorstellungen „brausen“ zu können, da er Bühnenangst hatte. Nachdem er jedoch ins Erwachsenenalter gekommen war, legte er seine Schüchternheit ab und wurde mutig genug, seine Talente auszuspielen. Dies machte seinen Kollegen Ginuwine auf ihn aufmerksam, der ihm einen Plattenvertrag anbot. Es gab jedoch auch andere Labels, die ihn lobten und ihn unter ihre Fittiche nehmen wollten. Tireh und Ginuwine entwickelten sich jedoch auseinander, so dass Tireh einen Plattenvertrag mit HMBC/EMI Records ergatterte, die sein Debütalbum Fahrenheit bald herausbringen werden.
| Personendaten    | Personendaten                |
| ---------------- | ---------------------------- |
| NAME             | Tireh                        |
| ALTERNATIVNAMEN  | Tyree, Dorico Alonzo         |
| KURZBESCHREIBUNG | US-amerikanischer R&B-Sänger |
| GEBURTSDATUM     | 28. März 1983                |
| GEBURTSORT       | Washington D.C.              |